# George Bell
George Kennedy Allen Bell (Hayling Island, 4 febbraio 1883 – Canterbury, 3 ottobre 1958) è stato un vescovo anglicano britannico.
Vescovo di Chichester dal 1929, fu decano di Canterbury dal 1924 al 1929. Si distinse come figura centrale del movimento ecumenico.

## Biografia
Nata a Hayling Island, nell'Hampshire, come figlio maggiore di Sarah Georgina Megaw e suo marito James Allen Bell (vicario dell'isola e in seguito canonico nella cattedrale di Norwich), Bell fu eletto studioso della regina alla Westminster School nel 1896. Da lì fu eletto per una borsa di studio presso la Christ Church di Oxford, dove ottenne un diploma di primo livello in Moderazioni Classiche nel 1903 e un secondo in Literae Humaniores ("Grandi") nel 1905. Ha vinto il Newdigate Prize per la poesia inglese nel 1904 per la sua opera, "Delphi".
Dopo Oxford frequentò il Wells Theological College (prima influenzato dall'ecumenismo in quest'ultima) e fu ordinato diacono nella Cattedrale di Ripon nel 1907. Ha continuato a lavorare come curatore per tre anni nei bassifondi industriali di Leeds. Il suo ruolo lì era la missione cristiana per gli operai industriali, un terzo dei quali erano indiani e africani dell'Impero britannico. Durante il suo tempo lì imparò molto dai metodisti, la cui connessione tra credo personale e impegno sociale vide come un esempio per la Chiesa d'Inghilterra.
L'inizio della carriera di Bell fu caratterizzata dalla sua nomina nel 1914 a cappellano dell'arcivescovo Randall Davidson, una delle figure chiave nella storia della chiesa del ventesimo secolo. Successivamente Bell scrisse la biografia di Davidson. Bell ha ricevuto una commissione speciale per le relazioni internazionali e interconfessionali. In questo ufficio assicurò nel 1915 che gli indiani luterani potessero continuare il lavoro di Lipsia - e le missioni Goßner a Chota Nagpur in India, dopo che i missionari tedeschi delle erano stati internati. Fino alla fine della prima guerra mondiale, ha anche lavorato per l'Ordine di San Giovanni, un gruppo extra-confessionale che lavora per aiutare gli orfani durante la guerra e - insieme all'arcivescovo luterano svedese Nathan Söderblom, uno dei suoi più stretti amici per tutta la vita - per lo scambio di prigionieri di guerra. In questo lavoro, arrivò a vedere le divisioni protestanti interne come sempre più insignificanti.

## Opere parziali
- "A Brief Sketch of the Church of England", 1929
- "Life of Archbishop Randall Davidson." Biography, 1952 (3rd Edition) Londra OUP
- "Christianity and World Order", 1940
- "The Background of the Hitler Plot", in: Contemporary Review 10, Londra 1945
- "The Church and Humanity", 1946 (contiene: "The Church's Function in Wartime." novembre 1939)
- "The Task of the Churches in Germany", 1947
- ''Christian Unity: The Anglican Position", 1948
- "The Kingship of Christ: The Story of the World Council of Churches", 1954
- (DE) "Die Kirche und die Widerstandsbewegung (Politisch-historische Vorlesungsreihe der Universität Göttingen)", in: Evangelische Theologie (Zeitschrift) 7, 1957.
- "The Significance of the Barmen Declaration for the Oecumenical Church", Londra 1943 (con  J. O. Cobham)